# 李孔政
李孔政（1959年5月4日—），广东阳江人，前男子跳水运动员、跳水教练。
入选广西壮族自治区跳水队。15岁时时，取得1974年亚洲运动会男子10米跳台冠军，这是中国第一个亚运会男子跳水冠军。也参加了1978年亚洲运动会。1982年亚洲运动会，获得男子3米跳板冠军。国际对手是美国传奇巨星格雷格·洛加尼斯。1984年夏季奥林匹克运动会中，参加了男子10米平台跳水并获得铜牌。
1985年，移居美国。1993年，他在佛罗里达州奥兰多市创办跳水俱乐部，后任明尼苏达大学跳水教练，1998年1月，任美国国家跳水队主教练。在1990年代末和2000年代初“培养出了一批具有世界水平的运动员”。2006年9月，从美国移居澳大利亚。2008年时，担任澳大利亚少年跳水队主教练。2018年亚洲运动会时，担任卡塔尔跳水国家队教练。